# Horizontale Kooperation
Das Prinzip der horizontalen Kooperation besagt, dass verschiedene, prinzipiell gleichberechtigte und voneinander unabhängige Vertragspartner derselben politischen Ebene miteinander kooperieren oder vernetzt sind. In der Europäischen Union (EU) wird unter horizontaler Kooperation die Kooperation unter den EU-Mitgliedstaaten verstanden, ohne ein Tätigwerden der höheren Ebene, in diesem Falle der gesetzgebenden Institutionen der EU. In Deutschland und Österreich bestehen auch Möglichkeiten zur horizontalen Verflechtung zwischen Bund und Ländern.

## Anwendungsbereiche
Horizontale Kooperation wird vielfältig angewandt und betrifft etwa Fälle wie den Bologna-Prozess oder die Begleitmaßnahmen zu EU-Rechtsakten, die nicht auf Gemeinschaftsebene geregelt sind (vgl. Durchführungsbestimmungen oder Komitologie). Horizontale Kooperation ist für viele komplexe, EU-geförderte Vorhaben Voraussetzung. Im Forschungsbereich gibt es eine Vielzahl an horizontalen Forschungskooperationen zwischen unterschiedlichen Forschungsinstitutionen. Im umweltpolitischen Bereich werden allgemeingültige Standards, die weiträumig anwendbar sind, als „horizontale Instrumente“ zur Umsetzung umweltpolitischer Ziele angesehen.
Im Handel versteht man unter horizontaler Kooperation das Zusammenwirken der Handelsstufen als Absatzkette.

## Kompetenzabgrenzung
Durch das Inkrafttreten des Vertrags von Lissabon (2007) sind zahlreiche Politikbereiche, die einst ausschließlich den Mitgliedstaaten vorbehalten waren, durch sogenannte „horizontale Klauseln“ in allgemein verbindliches Gemeinschaftsrecht übernommen worden. So sind nun durch die Umsetzung der Grundrechtecharta zahlreiche soziale Bestimmungen in nahezu allen Mitgliedstaaten einheitlich wirksam und verbindlich.
Im Vertrag von Lissabon wird allerdings genauestens festgelegt, welche Kompetenzen ausschließlich den Mitgliedstaaten vorbehalten sind, d. h. Bereiche, in denen keine horizontale Abstimmung erfolgt, sofern dies von den Mitgliedstaaten nicht explizit erwünscht wird (vgl. Kultur, Gesundheit, Bildung, Teilnahme an der gemeinsamen Verteidigungspolitik und Neutralität usw.). In der Praxis gibt es in der EU jedoch nahezu keinen Politikbereich, in dem nicht zumindest ein Mindestmaß an horizontaler Kooperation angestrebt wird.